# باريت (مينيسوتا)
باريت (بالإنجليزية: Barrett, Minnesota)‏ هي مدينة تقع في ولاية مينيسوتا في الولايات المتحدة. تبلغ مساحة هذه المدينة 5.46 (كم²)، وترتفع عن سطح البحر 356 م، بلغ عدد سكانها 415 نسمة في عام 2010 حسب إحصاء مكتب تعداد الولايات المتحدة.

## التركيبة السكانية
قام مكتب تعداد الولايات المتحدة بتحديد بيانات التركيبة السكانية لباريت في تعداد الولايات المتحدة. في ما يلي، التركيبة السكانية حسب تعدادي 2000 و2010.

### تعداد عام 2000
بلغ عدد سكان باريت 355 نسمة بحسب تعداد عام 2000، وبلغ عدد الأسر 142 أسرة وعدد العائلات 81 عائلة مقيمة في المدينة. في حين سجلت الكثافة السكانية 172.2 نسمة لكل ميل مربع (66.5/كم2). وبلغ عدد الوحدات السكنية 163 وحدة بمتوسط كثافة قدره 79.1 نسمة لكل ميل مربع (30.5/كم2).
وتوزع التركيب العرقي للمدينة بنسبة 98.87% من البيض و 0.56% من الأمريكيين الأصليين و 0.56% من عرقين مختلطين أو أكثر.
بلغ عدد الأسر 142 أسرة كانت نسبة 20.4% منها لديها أطفال تحت سن الثامنة عشر تعيش معهم، وبلغت نسبة الأزواج القاطنين مع بعضهم البعض 43.0% من أصل المجموع الكلي للأسر، ونسبة 9.9% من الأسر كان لديها معيلات من الإناث دون وجود شريك، وكانت نسبة 42.3% من غير العائلات. تألفت نسبة 38.0% من أصل جميع الأسر من أفراد ونسبة 21.1% كانوا يعيش معهم شخص وحيد يبلغ من العمر 65 عاماً فما فوق. وبلغ متوسط حجم الأسرة المعيشية 2.63، أما متوسط حجم العائلات فبلغ 2.05.
بلغ العمر الوسطي للسكان 54 عاماً. وكانت نسبة 15.5% من القاطنين تحت سن الثامنة عشر، وكانت نسبة 7.0% بين الثامنة عشر والأربعة وعشرون عاماً، ونسبة 19.4% كانت واقعةً في الفئة العمرية ما بين الخامسة والعشرون حتى والأربعة وأربعون عاماً، ونسبة 19.7% كانت ما بين الخامسة والأربعون حتى الرابعة والستون، ونسبة 38.3% كانت ضمن فئة الخامسة والستون عاماً فما فوق. يوجد لكل 100 أنثى 82.1 ذكر، ويوجد لكل 100 أنثى في الثامنة عشر من عمرها فما فوق 71.4 ذكر.
بلغ متوسط دخل الأسرة في المدينة 28,750 دولار، أما متوسط دخل العائلة فبلغ 37,813 دولار. وكان متوسط دخل الذكور 27,500 دولار مقابل 16,250 دولار للإناث. وسجل دخل الفرد الخاص بالمدينة 13,954 دولار. وكانت نسبة 6.8% من العائلات ونسبة 8.8% من السكان تحت خط الفقر، وكان من هؤلاء نسبة 5.9% تحت سن الثامنة عشر ونسبة 12.9% في الخامسة والستين من العمر وما فوق.

### تعداد عام 2010
بلغ عدد سكان باريت 415 نسمة بحسب تعداد عام 2010، وبلغ عدد الأسر 161 أسرة وعدد العائلات 89 عائلة مقيمة في المدينة. في حين سجلت الكثافة السكانية 198.6 نسمة لكل ميل مربع (76.7/كم2). وبلغ عدد الوحدات السكنية 195 وحدة بمتوسط كثافة قدره 93.3 لكل ميل مربع (36.0/كم2).
وتوزع التركيب العرقي للمدينة بنسبة 100.0% من البيض.
بلغ عدد الأسر 161 أسرة كانت نسبة 29.8% منها لديها أطفال تحت سن الثامنة عشر تعيش معهم، وبلغت نسبة الأزواج القاطنين مع بعضهم البعض 40.4% من أصل المجموع الكلي للأسر، ونسبة 8.1% من الأسر كان لديها معيلات من الإناث دون وجود شريك، بينما كانت نسبة 6.8% من الأسر لديها معيلون من الذكور دون وجود شريكة وكانت نسبة 44.7% من غير العائلات. وبلغ متوسط حجم الأسرة المعيشية 3.01، أما متوسط حجم العائلات فبلغ 2.32.
بلغ العمر الوسطي للسكان 40.5 عاماً. وكانت نسبة 24.3% من القاطنين تحت سن الثامنة عشر، وكانت نسبة 6.1% بين الثامنة عشر والأربعة وعشرون عاماً، ونسبة 21.9% كانت واقعةً في الفئة العمرية ما بين الخامسة والعشرون حتى والأربعة وأربعون عاماً، ونسبة 18.6% كانت ما بين الخامسة والأربعون حتى الرابعة والستون، ونسبة 29.2% كانت ضمن فئة الخامسة والستون عاماً فما فوق. وتوزع التركيب الجنسي للسكان بنسبة 49.6% ذكور و50.4% إناث.

## وصلات خارجية
- http://www.barrettmn.com/
- The US50 - Cities and Towns in Minnesota State